# 海峡两岸经贸交易会
海峡两岸经贸交易会（英語：Cross-Straits Fair for Economy and Trade），又稱“5·18”活动，简稱海交會，是由中國國際貿易促進委員會和福建省人民政府聯合主辦，福州市人民政府承辦。其前身中國（福州）國際招商月創辦於1994年，後於1999年春季改為中國（福州）海峡两岸科技成果交易会。此後，每屆海交會都定於每年5月18日舉行。
自2010年第十二届海交會起，會事改在海峡国际会展中心举办。

## 歷史
海峡两岸经贸交易会，前身為1994年創辦之中国（福州）国际招商月。1999年，更名为中国（福州）海峡科技成果交易暨经贸交易会（简称“海交会”），是中國大陆最早举办的两岸经贸展会之一。
2022年5月12日，海峡两岸经贸交易会组委会办公室发布延期举办的通告：“为认真贯彻落实党中央、国务院关于疫情防控决策部署和相关工作要求，切实保障人民群众生命健康和公共卫生安全，确保展会安全实效，原定于2022年5月18日（星期三）至22日（星期日）在福建省福州市举办的第二十四届海峡两岸经贸交易会（以下简称“海交会”）延期举办，延期后的具体举办时间及举办方式，组委会办公室将视情另行通告。”
原定于2022年5月18日至22日在福州海峡国际会展中心举办的第二十四届海峡两岸经贸交易会拟调整为2022年8月6日至8月10日举办。 
2022年11月，组委会发布消息：博览会将调整为线上方式举办。

## 展馆
历史上，海交會拥有过二个展馆，经历了2次搬迁。
1999年，第一屆海交會在福州国际会展中心（鼓楼区温泉公园路69号）舉行。之後的每一屆在第十二届海交會以前都在福州国际会展中心舉辦。
2010年，第十二届海交會将首次在新建成的福州海峡国际会展中心举办第十二届海交会，参展面积扩大到8万平方米。